# Krigsåret 1729

## Pågående krig
- Anglo-spanska kriget (1727-1729)
- Korsikarevolten (1729-1732)[1]